# Dadang Supriatna
Dadang Supriatna (sinh ngày 7 tháng 8 năm 1971) là một chính trị gia người Indonesia thuộc Đảng Thức tỉnh Dân tộc, ông giữ chức nhiếp chính huyện Bandung, tỉnh Tây Java từ năm 2021. Trước khi trở thành nhiếp chính, ông được bầu vào Hội đồng Đại diện Nhân dân Khu vực Tây Java và trước đó phục vụ hai nhiệm kỳ tại cơ quan lập pháp huyện.

## Xuất thân
Dadang Supriatna sinh ngày 7 tháng 8 năm 1971, tại làng Tegalluar, huyện Bandung, là con út trong gia đình có chín người con. Cha là Taher Kosasih, một nông dân và thợ làm gạch, mẹ là Siti Sada'ah. Theo lời Supriatna, cha ông đã tặng cho Supriatna 1.000 viên gạch để trang trải việc học của mình. Ông hoàn thành chương trình giáo dục cơ sở tại Bandung, tốt nghiệp trung học vào năm 1991. Sau đó ông nhận bằng cử nhân và thạc sĩ từ Đại học Langlangbuana.

## Sự nghiệp
Supriatna thành lập một xưởng sản xuất gạch và cung ứng các vật liệu xây dựng khác vào năm 1989. Ông trở thành trưởng làng Tegalluar vào năm 1998, được bầu hai lần và phục vụ đến năm 2006. Năm 2009, ông được bầu vào Hội đồng Đại diện Nhân dân Khu vực thuộc huyện Bandung khi là đảng viên đảng Golkar và tái cử nhiệm kỳ thứ hai vào năm 2014.
Trong cuộc bầu cử năm 2019, Dadang được bầu vào Hội đồng Đại diện Nhân dân Khu vực Tây Java và nhậm chức vào ngày 2 tháng 9 năm 2019. Vào ngày hôm sau, ông công khai tuyên bố sẽ tranh cử chức nhiếp chính năm 2020 của huyện Bandung. Do đảng Golkar không chấp nhận việc ứng cử của ông, Dadang kết nạp vào Đảng Thức tỉnh Dân tộc (PKB) và từ chức khỏi cơ quan lập pháp vào tháng 9 năm 2020. Ông tranh cử với sự hậu thuẫn của PKB, Nasdem, Đảng Dân chủ và Đảng Công lý Thịnh vượng. Cả hai nhận được 928.602 phiếu bầu (56%) và sau khi Tòa án Hiến pháp Indonesia bác bỏ đơn kiện, ông nhậm chức vào ngày 26 tháng 4 năm 2021.
Trên cương vị nhiếp chính, Supriatna đã bảo trợ cho một chương trình cung cấp các khoản vay tín chấp không lãi suất cho các hộ kinh doanh nhỏ lên tới 2 triệu Rupiah (130 đô la Mỹ). Theo chính quyền huyện, chương trình này đã chi 70 tỷ Rupiah (4,5 triệu đô la Mỹ) vào cuối năm 2023. Một chương trình trợ cấp phân bón cho nông dân cũng được triển khai.

## Gia đình
Supriatna kết hôn với Emma Dety Permanawati, họ có ba người con.